# Moussa Traoré
Moussa Traoré (Kayes, 25 settembre 1936 – Bamako, 15 settembre 2020) è stato un generale e politico maliano, presidente e dittatore del Mali tra il 1968 e il 1991.

## Biografia
Nato nella Regione di Kayes, studiò a Kita e poi all'Accademia militare di Fréjus, in Francia. Dopo essere ritornato in Mali nel 1960, l'anno successivo all'indipendenza, divenne tenente nel 1963; in seguito fu istruttore dei movimenti di liberazione del Tanganica (oggi Tanzania) e poi all'accademia di Kati.
Il 19 novembre 1968 prese parte al colpo di Stato che depose il presidente Modibo Keïta, divenendo presidente del Comité militaire de libération nationale, carica che lo rese l'effettivo capo di Stato. Nel 1974, una nuova costituzione rese il Mali uno stato a partito unico (Union Démocratique du Peuple Malien - UDPM, fondato nel 1976); nelle prime elezioni, tenute nel 1979, Traoré fu l'unico candidato, ottenendo il 99% dei voti.
Negli anni successivi Traoré sventò alcuni tentativi di colpo di stato ai suoi danni; nel 1980, dimostrazioni di studenti contro il governo furono represse violentemente. Tra il 1981 e il 1982, la situazione politica si stabilizzò, e il governo approvò alcune riforme economiche, tra cui la liberalizzazione del mercato dei cereali. Nel 1985 Traoré fu rieletto, e il parlamento (composto solo da membri dall'UPDM) emendò la costituzione eliminando il limite al numero di mandati del presidente. Tra il maggio 1988 e il luglio 1989, Traoré fu presidente dell'Organizzazione dell'unità africana.
Negli anni successivi, il governo Traoré permise la creazione della stampa indipendente e di organizzazioni politiche indipendenti, insistendo tuttavia che il Mali non era pronto per la democrazia. Il 22 marzo 1991, una grande marcia di protesta a Bamako, capitale del Mali, fu repressa violentemente; dopo quattro giorni, Traoré fu deposto da un colpo di stato guidato dal generale Amadou Toumani Touré.
Nel 1993, Traoré fu condannato a morte per "crimini politici", soprattutto per l'uccisione di circa 300 dimostranti pro-democrazia, ma la sentenza fu in seguito commutata; nel 1999 fu di nuovo condannato a morte per "crimini economici", per l'appropriazione di 350.000 dollari durante il suo governo, ma il presidente Alpha Oumar Konaré commutò la sentenza in ergastolo. Poco prima di lasciare la carica, il presidente graziò la coppia, un atto sostenuto dal presidente eletto Amadou Toumani Touré.